# Natsuki Takaya
Natsuki Takaya (高屋 奈月?, Takaya Natsuki; Shizuoka, 7 luglio 1973) è una fumettista giapponese, conosciuta principalmente per aver creato la serie Fruits Basket.
È nata a Shizuoka, ma la sua infanzia l'ha vissuta principalmente a Tokyo, città che l'ha vista debuttare come disegnatrice nel 1992. Takaya è mancina ed ha dichiarato di aver sempre pensato di diventare una disegnatrice, fin dalla scuola di primo grado. Fu sua sorella ad avviarla al disegno. Appassionata di videogiochi, specie della serie Final Fantasy e Sakura Worlds, come scrive negli spazi liberi a commento dei suoi manga, ha lavorato e collaborato per diverse serie, una delle quali, Fruits Basket appunto, è risultata la seconda del genere shōjo manga più venduta in Giappone ed il manga più venduto in Nord America. Creato nel 1998, il manga fu pubblicato dalla rivista Hana to Yume. Fruits Basket è stato anche trasformato in un anime di ventisei episodi, inediti in Italia, trasmessi da TV Tokyo per la prima volta a partire dal 5 luglio 2001. Proprio nel 2001, Takaya ha ricevuto il Kodansha Manga Award, categoria shōjo manga, per Fruits Basket.
I suoi manga in italia sono pubblicati da Dynit

## Manga
- Genei Musou 1994 - 1997 Sogno e illusione
- Boku ga Utau to Kimi wa Warau kara', 1998
- Fruits Basket, 1998–2006
- Komogomo, 2006
- Hoshi wa Utau 2007 - 2011 Il canto delle stelle
- Liselotte to Majo no Mori 2011-2013  Liselotte e la foresta delle streghe in pausa per malattia[3]

- Fruits Basket Another, 2015-2019[4][5]
- Fruits Basket:  The Three Musketeers Arc 2019[6]